# Daniel Hack Tuke
Daniel Hack Tuke (19 de abril de 1827-5 de marzo de 1895) fue un psiquiatra inglés y experto en enfermedad mental.

## Familia
Tuke nació en una familia de cuáqueros de York, que estaban interesados en las enfermedades mentales y preocupados por sus enfermos. Su bisabuelo William Tuke y su abuelo Henry Tuke fundaron el Retiro, el cual revolucionó el tratamiento de personas dementes.
Su padre Samuel Tuke lo metió en el trabajo del Retiro de York e informó sus métodos y sus resultados. El hermano mayor de Daniel, James Hack Tuke (1819-1896) era el próximo supervisor del Retiro de York. Daniel era el hijo más joven de Samuel Tuke y Priscilla Hack, su mujer.

## Carrera
En 1845 Daniel Tuke entró en la oficina de un abogado en Bradford, pero en 1847 empezó trabajo en el Retiro de York. Entra a St Bartholomew Hospital en Londres en 1850, y un miembro de la escuela de cirujanos de Inglaterra en 1852, y se graduó como doctor en Medicina en Heidelberg en 1853. En 1858, en colaboración con John Charles Bucknill, pública un Manual de Medicina Psicológica, el cual era desde hace muchos años considerado como trabajo estándar en la locura.
En 1853 visitó un gran número de asilos extranjeros, y más tarde regresa a York se convierte en médico asistente en el Retiro de York y el Ambulatorio de York, dando clases también a la escuela de medicina de York en enfermedades mentales.
En 1859 su enfermedad le obligó dejar su trabajo, y por los próximos catorce años vive en Falmouth. En 1875 se establece en Londres como especialista en enfermedades mentales. En 1880 es editor de la Revista de Ciencia Mental.

## Matrimonio
En 1853 se casó con Esther Maria Stickney (1826 – 1917). Tuvieron tres hijos, su segundo hijo fue el pintor Henry Scott Tuke (1858 – 1929).

## Muerte
Muere el 5 de marzo de 1895 y fue enterrado en el Quaker Burial Ground, Saffron Walden.

## Publicaciones
Entre sus trabajos están:
- Illustrations of the Influence of the Mind on the Body (1872)
- Insanity in Ancient and Modern Life (1878)
- History of the Insane in the British Isles (1882)
- Sleepwalking and Hypnotism (1884)
- Past and Present Provision for the Insane Poor in Yorkshire (1889)
- Dictionary of Psychological Medicine (1892).[2]